# Todsapol Lated
Todsapol Lated (thailändisch ทศพล ลาเทศ, * 7. Mai 1989 in Ratchaburi) ist ein thailändischer Fußballspieler.

## Karriere

### Verein
Todsapol Lated erlernte das Fußballspielen in der Jugendmannschaft des damaligen Zweitligisten Ratchaburi Mitr Phol in Ratchaburi. Hier unterschrieb er 2008 auch seinen ersten Profivertrag. Nach 28 Spielen wechselte er 2010 zum Erstligisten Singhtarua FC nach Bangkok. Für Singhtarua FC stand er 19 Mal auf dem Spielfeld. 2011 unterschrieb er einen Vertrag bei dem in der Thai Premier League spielenden Muangthong United. Hier wurde er 2013 an seinen ehemaligen Verein Singhtaura ausgeliehen. 2015 wurde er von Port FC, ehemals Singhtaura FC, fest verpflichtet. 2019 stand er mit Port im Finale des FA Cup. Das Finale gewann Port mit 1:0 gegen den Erstligisten Ratchaburi Mitr Phol aus Ratchaburi. Nach 52 Ligaspielen für den Hauptstadtverein wechselte er im Mai 2021 zum Erstligaaufsteiger Chiangmai United FC. Nach einer Saison in der ersten Liga musste er mit Chiangmai nach der Saison 2021/22 wieder in die zweite Liga absteigen. Für Chiangmai absolvierte er 24 Ligaspiele. Nach dem Abstieg verließ er den Verein und schloss sich im Juni 2022 dem Erstligaaufsteiger Lamphun Warriors FC an. Am 31. Mai 2025 stand er mit den Warriors im Finale des Thai League Cup. Hier traf man im BG Stadium auf Buriram United. Am Ende musste man sich mit 2:0 geschlagen geben.

### Nationalmannschaft
Todsapol Lated spielte einmal für die thailändische Nationalmannschaft in einem Freundschaftsspiel gegen Kuwait, das am 25. Mai 2014 im Rajamangala Stadium in Bangkok ausgetragen wurde und 1:1 endete.

## Erfolge
Port FC (Singhtarua FC)
- Thailändischer Pokalsieger: 2009, 2019

Muangthong United
- Thailändischer Meister: 2012

Lamphun Warriors FC
- Thailändischer Ligapokalfinalist: 2024/25